# Mike Havenaar
Mike Havenaar (n. 20 mai 1987) este un fotbalist japonez.

## Statistici
| Japonia | Japonia | Japonia |
| An      | Meciuri | Goluri  |
| ------- | ------- | ------- |
| 2011    | 5       | 2       |
| 2012    | 4       | 1       |
| 2013    | 8       | 1       |
| Total   | 17      | 4       |